# Umberto De Morpurgo
Baron Umberto Louis De Morpurgo (* 12. Januar 1896 in Triest; † 26. Februar 1961 in Genf) war ein italienischer Tennisspieler. Er stammt aus der Bankiers-Dynastie der Morpurgo.
De Morpurgo wurde in Triest geboren, als dieses zu Österreich-Ungarn gehörte. Nach dem Ersten Weltkrieg fiel dieses jedoch an Italien, sodass er zeit seines Lebens unter italienischer Flagge spielte.
Er nahm an den Olympischen Spielen 1924 in Paris teil, wo er in der Einzelkonkurrenz Bronze gewann. In seinem letzten Spiel besiegte er den Franzosen Jean Borotra, zu der Zeit amtierender Wimbledon-Sieger. Im Jahr 1925 stand er an der Seite von Elizabeth Ryan im Mixed-Finale von Wimbledon, sie verloren jedoch mit 3:6, 3:6 gegen Jean Borotra und Suzanne Lenglen. De Morpurgo war 1927 sowie von 1929 bis 1931 italienische Nummer eins. Im Jahr 1929 wurde ihm von Benito Mussolini der Titel Italienischer Botschafter des Tennissports verliehen. Im selben Jahr nahm er am Monte Carlo Masters teil und erreichte sogleich das Finale. Gegen Henri Cochet verlor er jedoch klar mit 6:8, 4:6, 4:6. 1930 nahm De Morpurgo an der ersten Auflage des heutigen Masterturniers in Rom teil, welches zunächst in Mailand stattfand. Sowohl im Einzel als auch im Doppel erreichte er das Finale, musste aber jeweils eine Niederlage hinnehmen. Im Einzel unterlag er Bill Tilden mit 1:6, 1:6, 2:6, während er im Doppel an der Seite von Placido Gaslini ebenfalls Tilden und dessen Partner Wilbur Coen mit 0:6, 3:6, 3:6 unterlegen war.
Zwischen 1923 und 1933 spielte De Morpurgo 28 Begegnungen für die italienische Davis-Cup-Mannschaft. Er gewann 39 seiner 53 Einzelpartien sowie 16 seiner 26 Doppelpartien. In dieser Zeit gewann er mit der Mannschaft in den Jahren 1928 und 1930 zweimal die Europazone. In den darauffolgenden Interkontinental-Playoffs unterlag Italien aber den US-Amerikanern mit jeweils 1:4. Beide Male sorgte De Morpurgo für den Ehrenpunkt durch einen Sieg im zweiten Einzel.
De Morpurgo wurde 1993 in die International Jewish Sports Hall of Fame aufgenommen.